# Joë Bousquet

Retrato de Joě Bousquet pintado por Jean Camberoque en 1943

Joë Bousquet (Narbona, 1897 - Carcasona, 1950) fue un poeta francés.
Bousquet resultó herido durante la Primera Guerra Mundial, en la primavera 1918, cuando combatiendo en el frente de Aisne, con 21 años recibió un disparo por parte de tropas alemanas alcanzándole la columna vertebral y dejándolo discapacitado al perder la movilidad de los miembros inferiores. Desde entonces apenas se levantó de su cama, en una casa sita en Carcasona, donde siempre permanecía en una habitación con las contraventanas cerradas y dedicando su vida a escribir poemas. Polimorfo, se consagró en sus escritos tanto a la psicología como a la metafísica, destacando también su faceta en introspección y el uso de los sentimientos, impresiones y alegorías.
Cronista de poesía en los Cahiers del Sud, del llamado "surrealismo mediterráneo", formó parte del "Grupo de Carcasona" dentro de este movimiento, permaneciendo en contacto constante con otros conocidos miembros como René Nelli, Paul Éluard y Max Ernst.
Actualmente, la que fue su casa en Carcasona es un museo dedicado a su memoria. 

## Algunas obras
Bousquet dejó un legado poético considerable, pudiendo citarse:
- Le Mal d'enfance, (con ilustraciones de René Iché)
- Traduit du silence
- Le Meneur de lune
- La Connaissance du soir

Y la obra crítica: Lumière, infranchissable pourriture et autres essais sur Jouve